# Debyeova stínicí délka
Debyeova stínicí délka je pojem z oblasti fyziky plazmatu.
Jestliže je do homogenního plazmatu vložen nepohyblivý náboj q, pak částice se souhlasným nábojem jsou jím odpuzované, částice s nesouhlasným nábojem přitahované. Plazma se proto polarizuje a elektrické pole vloženého náboje se tak odstíní. Odstíněním klesne potenciál elektrického pole v plazmatu oproti potenciálu elektrického pole ve vakuu na 1/e ve vzdálenosti zvané Debeyova stínicí délka.
Tuto stínicí délku vypočítáme z teplot {\displaystyle T_{+}} a {\displaystyle T_{-}} kladných iontů a elektronů a koncentrace nabitých částic {\displaystyle n_{0}=n_{+}=n_{-}} jako
{\displaystyle h={\sqrt {{\frac {\varepsilon _{0}k}{e^{2}n_{0}}}{\frac {T_{+}T_{-}}{T_{+}+T_{-}}}}}},
kde {\displaystyle \varepsilon _{0}} je permitivita vakua a {\displaystyle k} Boltzmannova konstanta.
Lze ukázat, že maximální vzdálenost, kam se mohou dostat elektrony při fluktuaci, je také rovna Debeyově délce.